# Рыбников, Иван Назарович
Иван Назарович Рыбников (13 ноября 1777— 19 декабря 1844) — старейший из суконных промышленников, мануфактур-советник, московский купец 1-й гильдии, почётный гражданин.

## Биография
Родился 13 ноября 1777 года. Отец, Калужский мещанин Назар Андреевич Рыбников, был иконописцем. Это ремесло давало плохой заработок, и семья Рыбников часто находилась в большой нужде. Отец хотел, чтобы сын научился грамоте, и на 8-м году Рыбников был отдан к пономарю, который за 60 алтын медью взялся выучить мальчика читать и писать. Затем, под руководством отца, Рыбников стал изучать иконопись, но не доучился. В 1785 г. отец Рыбникова умер, оставив семью почти в нищете. Вдова, желая, чтобы сын её продолжал ремесло отца, отдала Рыбникова в учение к живописцу, но вскоре принуждена была взять его обратно, так как этот живописец не давал мальчику даже достаточно хлеба, чтоб утолить его голод; после этого мать отдала Рыбникова в услужение в мелочную лавочку на 4 года; здесь его главное занятие заключалось в делании калачей и баранков, а иногда, в отсутствие хозяина, Рыбников исполнял и должность приказчика. Прослужив 4 года в мелочной лавке, Рыбников не захотел остаться у старого хозяина, несмотря на то, что тот предлагал ему хорошее жалованье, пошел искать более прибыльного занятия и вскоре поступил приказчиком, на жалованье в 75 руб в год, к богатому хлебному торговцу, имевшему обширные дела в нескольких городах. Рыбников исправлял у него должность лабазного приказчика, — принимал и отпускал хлеб. Несмотря на выгодность этого места, Рыбников вскоре решил его оставить и поступил на службу к знаменитым тогда в Калуге купцам Прянишниковым, на 6 лет. Здесь в обязанность ему вменялось, кроме магазинной торговли, исправление домашних должностей: ставить самовары, топить печи, ездить за каретой, а нередко быть и кучером. Выполняя все эти обязанности терпеливо и старательно, Рыбников обратил, наконец, на себя внимание хозяев, и они поручили ему новое дело: приемку и продажу железа на железоделательных заводах, принадлежавших Демидову, — Любимовском и Сукремежском. Это было весьма значительное дело: за полтора года Рыбников принял и продал железа на полтора миллиона рублей. Однако, при получении отчета Прянишниковы остались недовольны Рыбниковым, и тот должен был искать себе новое место. Проведя год без всякого дела, Рыбников отправился, в 1796 г., в Москву и здесь поступил сначала к суконному фабриканту Ф. А. Бородину, а затем перешел к И. И. Овчинникову, имевшему также суконную фабрику и магазины. Рыбников поступил сидельцем в лавку Овчинникова и должен был торговать вместе с 14-летним сыном хозяина. Однако, и здесь едва не вышло недоразумения, так как Рыбников потакал слишком широким замашкам хозяйского сына. Между тем, вскоре И. И. Овчинников умер, дела его стали запутываться, и родственники вдовы советовали ей выдать дочь замуж за Рыбникова. Сначала Овчинникова-мать сильно сопротивлялась этому, но, наконец, согласилась на этот брак. С этого времени для Рыбникова началась новая жизнь: хотя он не считался хозяином завода, но фактически был им, после же смерти тещи, когда фабрика была назначена в продажу за долги с аукциона, Рыбников приобрел её за 1000 рублей. Понемногу он довел фабрику до блестящего состояния и она стала приносить ему громадные барыши. В то время был большой спрос на байку и фризы, которые Рыбников и выделывал на своей фабрике; кроме того, он брал товары других фабрикантов для окончательной отделки. В 1810 г. с ним могли конкурировать только братья Бабкины; тогда Рыбников вошел с ними и товарищество и этим ещё улучшил свои дела. В 1812 году общий капитал товарищества простирался до 400 000 рублей. Когда французы вступили в Москву, Рыбников уехал в г. Данилов, Ярославской губернии, и во время его отсутствия все товары, спрятанные частью у Бабкиных, а частью в городских амбарах, сгорели. Убыток товарищества достигал от пожара до 300000 рублей. Однако, часть сукон на сумму до 28000 рублей была вывезена в Козлов, а до 150 000 руб осталось в долгах за разными купцами. Возвратясь в Москву, Рыбников продал полученный из Козлова товар по очень выгодным ценам. Фабрика Бабкиных сгорела, а фабрика Рыбникова осталась безо всяких повреждений. Случайно они нашли большое количество шерсти, смешанной с навозом: французы постилали её лошадям вместо соломы; эта шерсть была пущена в дело и благодаря чрезмерному спросу на суконные товары дала товариществу около 100 000 рублей прибыли в течение 10 месяцев.
В 1813 г. Рыбников ездил в Пензу, к графу Ф. А. Толстому, и снял у него в аренду Цициановскую фабрику в 52 станка; эта фабрика оказала сильное влияние на расширение действий товарищества, так как отделка на ней была особенно хороша и считалась одной из лучших в России. В 1814 г. Рыбников, уже независимо от товарищей, купил у князя Барятинского посессионную Даниловскую фабрику, — с мельницами и крестьянами в Даниловской слободе. Дела шли вполне успешно, и Рыбников стал поставщиком сукон в казну, причем поставка сукон производилась им вместе с Бабкиными, на общий счет. В 1819 г. за поставку сукон на Павловскую фабрику Рыбников получил золотую медаль на Аннинской ленте, а в 1821 г. был пожалован в мануфактур-советники, в 1826 г. получил орден св. Анны 3-й степени, а 1831 г. — св. Владимира 4-й степени и св. Анны 2-й степени. В том же 1831 г. фабрика, содержимая им и братьями Бабкиными, была удостоена на Московской Выставке золотой медали за сукна, приготовленные для Китая. При учреждении звания почетного гражданства Рыбников одним из первых получил это звание. В 1833 г. Рыбников особенно отличился своими сукнами на бывшей в Петербурге Выставке, за что получил через Министра Финансов Высочайшую благодарность, был приглашен к Высочайшему столу и в том же году получил орден св. Станислава 2-й степени. В 1834 г. Рыбников было выражено Высочайшее благоволение за предупреждение затруднений в продовольствии Москвы и пожалован ему бриллиантовый перстень; затем, в 1838 г. Рыбников получил орден св. Анны 2-й степени с Императорскою короной по званию церковного старосты и за сооружение нового каменного храма.
В 1838 году Рыбников окончательно разделился с Бабкиными и купил у Турубаева Чудинскую суконную фабрику. Основное количество своих сукон Рыбников производил для торговли с Китаем.
С 1833 года Рыбников состоял действительным членом Императорского Московского Общества Сельского Хозяйства; кроме того, в 1825 году он был действительным членом Общества Любителей коммерческих знаний при Московской Практической Коммерческой Академии.
19-го декабря 1844 года Рыбников умер после продолжительной болезни в Москве и похоронен на кладбище Даниловского монастыря.